# Victoria I (паром)
Victoria I — второй построенный по заказу эстонской компании Tallink круизный паром, построен в 2004 г. на верфи Aker Finnyards в Раума в Финляндии и работает на линии Таллин — Стокгольм под эстонским флагом. Судно-близнец Romantika работает на линии Рига — Стокгольм. Судно нарекли в честь кронпринцессы Швеции Виктории. И хотя официальным названием является Victoria I, для простоты называется просто Викторией.

## История
Договор на постройку судна был подписан 15 октября 2002 г. и примерно через полгода 11 марта 2003 г. был заложен киль под заводским номером 434. Паром был спущен на воду 16 октября 2003 г. и крёстной матерью стала Илон Викланд.
Пробные рейсы Victoria I состоялись в феврале 2004 г., исправление выявленных в ходе испытаний ошибок состоялось в доке Наантали. 9 марта 2004 г. завод передал судно компании Tallink и 18 марта Victoria I покинула финский Раума. Уже 19 марта гигантский паром прибыл в эстонский Таллин. На следующий день судно представили в Хельсинки, а ещё через день в Стокгольме. С 21 марта 2004 г. Victoria I начала курсировать на линии между эстонским Таллином и шведским Стокгольмом. После вступления Эстонии в ЕС 1 мая 2004 г. потребовался заход в Мариехамн, чтобы иметь выход за пределы таможенной зоны.
Victoria I совершала мини-круизы Таллин — Хельсинки — Таллин в ноябре 2005 г. С 7 по 11 июня 2007 г. совершила чартерный рейс в качестве конференц-судна во время IX Международного экономического форума в Санкт-Петербурге.
С 8 по 10 августа паром совершил чартерный рейс в Висбю, а с 9 по 12 сентября 2008 г. в Санкт-Петербург.